# Le Grand Casino
Pour plus de détails, voir Fiche technique et Distribution.
Le Grand Casino (titre original : Gran Casino) est un film mexicain réalisé par Luis Buñuel en 1946 et sorti en 1947.

## Synopsis
Trois aventuriers, échappés de prison, sont embauchés dans une compagnie pétrolière de Tampico. Dirigée par José Enrique, celle-ci est convoitée par le patron du casino, Fabio. Gerardo, un des trois évadés, défend José Enrique, qui est bientôt assassiné par des hommes de main de Fabio. La sœur de José Enrique, Mercedes, reprend l'affaire. Elle s'allie à Gerardo, dont elle devient amoureuse. Menacé, Gerardo finit par tuer Fabio. Il est alors arrêté et Mercedes se soumet à un chantage : vendre le puits de pétrole en échange de sa libération. L'acte de vente signé, le couple s'éloigne de la ville non sans avoir fait exploser ce qu'ils avaient cédé.

## Fiche technique
- Titre du film : Le Grand Casino
- Titre original : Gran Casino
- Titre alternatif : En el viejo Tampico
- Réalisation : Luis Buñuel
- Scénario : L. Buñuel, Mauricio Magdaleno, Edmundo Báez d'après le roman de Michel Weber, El Rugido del paraiso
- Photographie : Jack Draper
- Format : Noir et blanc, 35 mm
- Son : Javier Mateos
- Musique : Manuel Esperón. Chansons interprétées par Libertad Lamarque, Jorge Negrete et le Trio Los Calaveras
- Montage : L. Buñuel, Gloria Schœmann
- Direction artistique : Javier Torres Torija
- Décor : Raúl Serrano
- Production : Films Anáhuac, Oscar Dancigers
- Pays d'origine :  Mexique
- Langue originale : Espagnol
- Durée : 85 minutes
- Sortie : 12 juin 1947 à Mexico

## Distribution artistique
- Libertad Lamarque : Mercedes Irigoyen
- Jorge Negrete : Gerardo Ramírez
- Mercedes Barba : Camelia, la danseuse de rumba
- Agustín Isunza : Heriberto
- Julio Villareal : Demetrio García
- José Baviera : Fabio
- Alfonso Bedoya : El "Rayado"
- Francisco Jambrina : José Enrique
- Charles Rooner : Van Eckermann

## Autour du film
Gran Casino est le premier film mexicain de Luis Buñuel. Après un séjour peu fructueux à Hollywood, il peut de nouveau travailler comme réalisateur grâce à Oscar Dancigers, producteur d'origine russe installé au Mexique. Les deux artistes qu'on lui propose sont deux chanteurs populaires, l'Argentine Libertad Lamarque et l'étoile mexicaine, Jorge Negrete, spécialisé dans le drame folklorique. 
Épaulé par deux scénaristes et s'inspirant d'un roman traitant de l'exploitation pétrolière, Buñuel construit une comédie musicale d'inspiration politique dans le style des films qu'il produisait en Espagne pour la Filmofono. « À l'époque que décrivait le scénario, avant la nationalisation du pétrole, les compagnies pétrolières étaient étrangères, et à Tampico vivaient de nombreux Anglais et Hollandais, mais les figurants n'avaient pas le type étranger », dit, plus tard, Buñuel. Dans Gran Casino, Gerardo Ramírez (Jorge Negrete) s'aperçoit que Fabio, le gérant du casino, agit pour le compte d'un trust : le film avait donc une teinte nationaliste indubitable.
Ce qui ne l'empêcha pas d'essuyer un échec commercial terrible, mettant en péril la carrière mexicaine de Buñuel . Le réalisateur espagnol sera effectivement contraint à un chômage technique trois ans durant.